# (15766) Strahlenberg
(15766) Strahlenberg est un astéroïde de la ceinture principale.

## Description
(15766) Strahlenberg est un astéroïde de la ceinture principale. Il fut découvert le 22 janvier 1993 à La Silla par Eric Walter Elst. Il présente une orbite caractérisée par un demi-grand axe de 3,17 UA, une excentricité de 0,05 et une inclinaison de 5,1° par rapport à l'écliptique.

## Compléments